# Parichha
Parichha é uma vila no distrito de Jhansi, no estado indiano de Uttar Pradesh.

## Geografia
Parichha está localizada a 25° 31′ N, 78° 45′ L. Tem uma altitude média de 213 metros (698 pés).

## Demografia
Segundo o censo de 2001, Parichha tinha uma população de 6849 habitantes. Os indivíduos do sexo masculino constituem 53% da população e os do sexo feminino 47%. Parichha tem uma taxa de literacia de 78%, superior à média nacional de 59.5%: a literacia no sexo masculino é de 84% e no sexo feminino é de 71%. Em Parichha, 10% da população está abaixo dos 6 anos de idade.